# IRONFALL -Invasion-
『IRONFALL -Invasion-』（アイアンフォール インべーション）は、フランスのゲーム開発スタジオVD-devが開発したサードパーソン・シューティングゲーム（TPS）。ニンテンドー3DS版が2015年2月13日に発売（日本では2015年10月28日に発売）、Nintendo Switch版が2024年11月28日に発売された。
地球に襲来し世界各地で侵略の手を広げる異星人「ダイキサイド（Dyxide）」の部隊に対抗するべく結成された多国籍軍「アイアンフォール」の戦いが描かれる。ステージ内の遮蔽物に隠れながら敵を撃破するカバーシューターの要領でゲームを進めていくことが特徴で、3DS用ソフトの中でこのジャンルは珍しく、日本版を発売したアガツマ・エンタテインメントの公式サイトでは「3DS初の本格TPSカバーシューター」を謳っている。

## ゲームモード
欧米の3DS版では内容を限定した体験版的な位置づけのソフトが無料で配信され、キャンペーンモードとマルチプレイモードを有料で個別販売するという形式をとっている。一方、日本の3DS版は初めから全ての要素が含まれているものを販売している。
キャンペーンモード
アイアンフォール第4部隊のジム・ウォーパーとパートナーのサマンサ・フィンチを操作キャラクターとし、全11ステージの攻略を目指すモード。基本的にはジムを操作し、一部の場面でサマンサに切り替わる。ジムは物語の進行に合わせてショットガンやロケットランチャーなどの武器を使用するが、一方のサマンサは装備が貧弱で慎重に立ち回る必要がある。ステージ内ではパズル的な仕掛けを解く場面もある。
このメインモードのほか、クリアタイム、使用弾薬数、心拍数（被弾時、走行時、狙撃時に上昇し200に達するとミッション失敗となる）などの条件に従いステージクリアを目指す「チャレンジモード」がある。3DS版では、本体機能のすれちがい通信を通じて他のプレイヤーと記録を共有できる。
マルチプレイモード
6人のプレイヤーによる対戦を行うモード。個人戦のほか、2人×3チーム、および3人×2チームでの対戦も可能。
対戦時にはクレジット（ゲーム内通貨）を賭けることもできる。クレジットの総額はプレイヤーランクと関係している。
クイックオンライン対戦
あらかじめ決められた設定で対戦する。
オンライン対戦
詳細な設定を行って対戦する。
ローカル対戦
プレイヤー同士でゲーム機本体を持ち寄って対戦する。
サバイバルモード
3分の制限時間内で次々に現れる敵（Dyxbot）をできるだけ多く倒すことを目指すモード。3DS版ではすれちがい通信を通じて他のプレイヤーと記録を共有できる。
欧米の3DS版ではキャンペーンモードとマルチプレイモードの両方を購入したユーザーのみプレイ可能。

## 操作キャラクター
前述のようにキャンペーンモードではジム・ウォーパーとサマンサ・フィンチを操作する。マルチプレイモードでは以下の人物のうちサマンサ以外のキャラクターを操作可能。
ジム・ウォーパー（Jim Woper）
アメリカ・イリノイ州出身。アメリカ海兵隊の中尉だったがアイアンフォールに加入。海兵隊時代の全身防具「EX16（エクソスケルトン）アーマー」を装着している。
サマンサ・フィンチ（Samantha Finch）
アメリカ・ニューヨーク出身。ニューヨーク市警察の刑事だった頃にジムからの誘いを受けアイアンフォールに加入。ジムとはかつて恋愛関係にあったが現在は友人同士。
ヴィクター・ルイス（Victor Lewis）
アメリカ海兵隊時代のジムの友人で、ジムの後を追いアイアンフォールに加入。ダイキサイドとの戦闘で負傷したため現在は後方支援を務めている。
ラスティ・フレミング（Rusty Flemming）
ヨーロッパ出身で国名は不明。EX16アーマーの開発者だが、ダイキサイドの地球襲来以降姿を消す。
後に、ダイキサイドが提示した多額の報酬に目がくらみ強力な武器の作成に手を貸していたことが明らかになる。
Grant
アイアンフォールのメンバーの一人。
Dyxbot / Dyxshield
ダイキサイドの構成員たち。キャンペーンモードでは敵として登場する。

## 開発
VD-devはこれまで他のゲーム会社の下請けを担ってきたが、本作はVD-devが開発と発売をともに行う初のプロジェクトとなる。開発当初の2011年時点におけるVD-devのメンバーはFernando VelezとGuillaume Dubailの2人で、2013年より、ユービーアイソフトの『ウォッチドッグス』に携わっていたFrédéric Zimmerが新たに加わり、3人で開発が進められた。
ゲームエンジンはVD-devが独自に作成した「Big Bang Engine」を用いている。これは3DSに最適化されたもので、全てがアセンブリ言語で記述されている。また、3DSのGPUとの通信に用いる独自のグラフィックドライバも作成している。これらの使用およびオンラインライブラリ周りの改善により、3DS上での毎秒60フレームの描画を実現した（3DS本体の立体視機能の使用時は毎秒30フレーム）。
VD-devは当初、小さな開発チームにとって作業量が多すぎるとしてマルチプレイモードの実装を計画していなかった。しかし、実装してほしいという要望が多くのユーザーから寄せられ、開発期間を延長することになった。一方、1つのモードのみに興味があるユーザーにゲーム全体を購入するよう強制するのは適切ではないと考え、また、小さなスタジオの新しいIPが注目を集めるためには何らかの体験版を提供する必要があると感じていたことから、無料体験版を提供し残りの部分を分割して販売するという対応をとった。これについて、ユーザーからは非常に好意的なフィードバックを得ることができた。